# 佛山梁园
梁园，位于中國广东省佛山市禅城区祖庙街道培德社区松风路先锋古道93号，广东四大名园之一，另三个是番禺的餘蔭山房，东莞的可园和顺德的清晖园。嘉庆年间，梁蔼如开始营建梁园，后由其侄梁九章、梁九华、梁九图陆续建成。1997年被评为佛山市爱国主义教育基地。2019年，佛山梁园被评为放心消费旅游景区。在2022年梁园景区被评为国家3A级景区。

## 引用
1. ↑  禅城人民政府门户网. . http://www.chancheng.gov.cn/. 区委宣传部（区文化广电旅游体育局.
2. ↑  澎湃新闻·澎湃号·政务. .